# Fabrício Silva Dornellas
Fabrício Silva Dornellas, meglio noto come Fabrício (Rio de Janeiro, 20 febbraio 1990), è un calciatore brasiliano, difensore del Volta Redonda.

## Palmarès

### Club

#### Competizioni nazionali
- Campionato brasiliano: 1

Flamengo: 2009
- Supercoppa di Romania: 1

Astra Giurgiu: 2016